# 姜召
姜召（1543年—1602年），字可叔，四川省順慶府廣安州人，民籍。

## 生平
正月十七日生，行三，治《詩經》，由國子生中式四川鄉試第三十八名舉人，年三十二歲中式萬曆二年（1574年）甲戌科會試第二百二十二名，第三甲第三十五名進士。授浙江钱塘县知县。

## 家族
曾祖姜用和；祖姜從簡，封主事 累封知府；父姜恩，布政司左布政使；前母李氏（贈恭人）；。母鄧氏（封安人）。永感下。兄姜台（知縣）；姜吉（知縣），弟姜吾。